# Arvid Ulrich
Arvid Ulrich, född 7 november 1870 i Stockholm, död där 20 juni 1918, var en svensk borgmästare och författare.

## Biografi
Ulrich, som var son till borgmästaren Arvid Ulrich och Beata Helleday och bror till arkitekten Erik Ulrich. Han avlade mogenhetsexamen i Strängnäs 1889 och blev juris kandidat 1899. Han tjänstgjorde vid Örnsköldsviks rådhusrätt 1900–1901 och Eskilstuna rådhusrätt 1902, blev e.o. tjänsteman i Kammarkollegiet 1903 och borgmästare i Säters stad 1905. Han författade även en mängd skrifter i varierande ämnen.

### Skönlitteratur
- Om middags-mål enligt svensk sedvanerätt : seniors-afhandling i de förenade nationerna vid allmän sammankomst i Karlstad Valborgsmessoaftonen 1902. Karlstad. 1902. Libris 3145375
- Köpmannaföreningens ombud : skiss. Gefle: Tr.- & tidn.-för. 1913. Libris 1640866
- Silbodalprästen, min präst och den forne Svartsjöfången / av Bertil Boge. Gävle. 1915. Libris 21938738. http://urn.kb.se/resolve?urn=urn:nbn:se:kb:eod-3145391
- Frieriet. Gävle / av Bertil Boge. 1916. Libris 1660102
- Lumphandlar Blombergs felkalkylering och därav orsakade förtidiga död / av Svante Sture. Stockholm. s.a.. Libris 8600568